# スナップアップ投資顧問
スナップアップ投資顧問（すなっぷとうしこもん、英文社名：SNAP UP INVESTMENT ADVISARY）は、2015年8月20日に設立された日本の独立系投資助言業者。運営法人は株式会社ストックジャパン（英文名：STOCKJAPAN Co.,Ltd.）。

## 沿革
- 2015年
  - 8月20日 - 東京都港区西新橋においてアースエレメンツ・パートナーズ株式会社として会社設立

- 2016年
  - 7月11日 - 証券取引法下で、関東財務局に投資助言・代理業の登録
  - 7月21日 - アースエレメンツ・アドバイザーズ株式会社に商号変更

- 2018年
  - 1月17日 - 株式会社ストックジャパンに商号変更
  - 1月17日 - 林田貴士が代表取締役を退任
  - 1月17日 - 代表取締役に、フジフューチャーズ株式会社元社長[1]の有宗良治が就任
  - 3月12日 - 業務拡大の為、本店を中央区に移転

- 2021年
  - 2月8日  - 業務拡大の為、本店を品川区に移転

- 2023年
  - 9月30日 - 有宗良治が代表取締役を退任

## 概要
- サイト名 - スナップアップ投資顧問
- 事業内容 - 投資助言代理業

## 組織
- 取締役
- コンプライアンス部
- 内部監査部
- 営業部
- 顧問（弁護士・行政書士・税理士・会計士）